# Das Schlitzohr und der Bulle
Das Schlitzohr und der Bulle (Originaltitel: Il trucido e lo sbirro) ist ein italienischer Kriminalfilm aus dem Jahr 1976. In dem von Umberto Lenzi inszenierten Poliziottesco spielen Claudio Cassinelli und Tomás Milián die Hauptrollen. In Italien lief der Film am 28. August 1976 an und spielte 509.747.000 Lire ein, womit er der 34. erfolgreichste italienische Film des Jahres 1976 wurde. Tomas Milian avancierte durch den Film zum Star des Genres. Es folgten für Milian eine Reihe von Filmen mit ähnlichen Rollen.

## Handlung
In Rom wird die Arbeit der Polizei von der Presse heftig kritisiert. Die Millionärstochter Camilla wurde von dem Gangsterboss Brescianelli entführt, und die Polizei kann bei der Suche keine Erfolge vermelden. Commissario Sarti will das kleine Mädchen retten und hat wenig Zeit. Camilla hat eine schwere Nierenkrankheit und benötigt dringend eine Dialyse. Brescianelli soll nach einer Gesichtsoperation nicht mehr wiederzuerkennen sein. Schlechte Aussichten für die Polizei, doch Sarti hat eine ungewöhnliche Idee.
In einem römischen Gefängnis sitzen die Häftlinge zusammen beim Kino. Das Personal und die Insassen sind abgelenkt. Commissario Sarti nutzt diesen Moment um den stadtbekannten Dieb Monnezza zu entführen.
Sarti will mit der Hilfe von Monnezza die Entführung der kleinen Camilla aufzuklären und Brescianelli fassen. Die Entführung glückt, doch Monnezza hat zuerst überhaupt kein Interesse an dem Plan von Sarti teilzunehmen. Doch Sarti lockt mit Hafterleichterungen und einer Verkürzung der Haftzeit.
Bei einem Überfall eines Zuges der Ferrovie dello Stato wurden die Täter Vallelunga, Calabrese und Mario von der Polizei frühzeitig entdeckt. Den drei Tätern gelingt die Flucht. Monnezza nimmt mit ihnen Kontakt auf und verbreitet die Legende, Brescianelli hätte ihren Coup an die Polizei verraten. Die Truppe will sich an Brescianelli rächen und arbeitet nun mit Sarti und Monnezza zusammen.
Durch Recherche in der Unterwelt finden sie das Versteck von Brescianelli und den Entführungsopfern heraus. Gemeinsam überraschen sie die Gangster. Mehrere Leute von Brescianelli sterben durch Schusswechsel. Doch Brescianelli und das Mädchen Camilla sind nicht aufzufinden.
Brescianelli will Monnezza einen Denkzettel verpassen und dessen Bruder töten. In der örtlichen Milchfabrik taucht er mit seinen Leuten auf, versehentlich wird jedoch statt Monnezzas Bruder ein Arbeitskollege getötet.
Durch einen Zufall entdeckt Calabrese, dass Sarti ein Polizist ist. Monnezza kann jedoch die Situation entschärfen. Sarti bringt in Erfahrung, dass man über den „Franzosen“ näheres über Brescianelli erfahren könnte, dieser ist jedoch mittlerweile in Haft. Monnezza und Sarti verschaffen sich durch geschickte Finten Zugang zu dem Franzosen. Dieser berichtet ihnen, dass Brescianellis Freundin Mara in der Stadt ist. Monnezza und Sarti gelingt es, Mara in ihrer Wohnung festzusetzen. Nun müssen sie nur noch auf das Auftauchen von Breschianelli warten.
Am Ende gelingt es Sarti und seinen Männern das neue Versteck von Brescianelli zu finden. Hier kommt es zu schweren Kämpfen. Sarti gelingt es Camilla zu befreien. Mario, Calabrese, Brescianelli und seine Männer sterben bei den Gefechten.

## Wissenswertes
- Ursprünglich sollte der Film eine reine Komödie sein, doch Umberto Lenzi schrieb das fertige Drehbuch größtenteils um.

Im Film werden mehrere Anspielungen auf andere Filme gemacht:
- Im Gefängnis wird den Sträflingen der Western Ein Halleluja für Camposanto von Giuliano Carnimeo gezeigt.
- Bei einem Überfall auf ein Kino spotten die Räuber über das Filmprogramm. Dabei werden die Filmplakate von Salon Kitty von Tinto Brass und Vier im roten Kreis von Jean-Pierre Melville gezeigt.

## Kritik
„Es ist eine Geschichte einer ungewöhnlichen Allianz aus Not zwischen einem skrupellosen Polizisten und einer Truppe von Kriminellen einem und anarchistischen Dieb aus. [...] Die Autoren haben offensichtlich eifrig die italienischen Zeitungen der letzten Jahre gelesen.“

„Familientreffen: In Lenzis Il trucido e lo sbirro sind fast alle wichtigen Gesichter des "Polizieschi" versammelt. [...] Erneut zeigt uns Lenzi vorzüglich aufbereitete Genrefolklore, welcher neben handwerklicher Präzision, für überaus qualifizierte Unterhaltung steht.“

„Brutaler Kriminalreißer, der seine episodisch gegliederte Handlung für zahlreiche grausame Effekte nutzt.“

„DAS SCHLITZOHR UND DER BULLE ist die vermutliche Geburtsstunde des milianesken “Monnezza”-Charakters, dessen Eigenheiten später auch in den Inspektor Nico Giraldi einflossen. Tomas Milian, der die Texte für diesen Charakter teilweise selber schrieb oder improvisierte, gab den trickreichen Gelegenheitsgauner noch in dem Lenzi-Hauer LA BANDA DEL GOBBO (DIE KRÖTE), wo er noch von seinem buckligen Zwillingsbruder “Il Gobbo” ergänzt wird, der auch in Lenzis ROMA A MANO ARMATA (DIE VIPER) nicht nur Maurizio Merli das Leben schwer macht. […] An Krachern spart der Film ganz und gar nicht. Schon die Besetzung ist Gold wert. […] Milians Figur handelt beizeiten schon ziemlich asozial, wird aber durch entsprechende Äußerungen als intimer Kenner der sozialen Verhältnisse Italiens ausgewiesen.“